# Казе Чаули (Трапани)
Казе Чаули је насеље у Италији у округу Трапани, региону Сицилија.
Према процени из 2011. у насељу је живело 9 становника. Насеље се налази на надморској висини од 38 м.